# Centraalstadion (Mykolajiv)
Het Centraalstadion is een multifunctioneel stadion in Mykolajiv, een plaats in Oekraïne. 
Het stadion werd geopend op 26 september 1965. Het werd gerenoveerd in 2002. Bij die renovatie werd het stadion zodanig gerenoveerd dat het voldeed aan de richtlijnen van de UEFA en de FIFA. In het stadion is plaats voor 25.175 toeschouwers. Het stadion wordt vooral gebruikt voor voetbalwedstrijden, de voetbalclub MFK Mykolajiv maakt gebruik van dit stadion. 